# Carabus
Carabus é um género de escaravelho da família Carabidae.
Este género contém as seguintes espécies:
- Carabus arcensis
- Carabus auratus
- Carabus auronitens
- Carabus caelatus
- Carabus cancellatus
- Carabus catenulatus
- Carabus clathratus
- Carabus convexus
- Carabus coriaceus
- Carabus creutzeri
- Carabus excellens
- Carabus gebleri
- Carabus gigas
- Carabus glabratus
- Carabus granulatus
- Carabus hispanus
- Carabus hortensis
- Carabus hungaricus
- Carabus intricatus
- Carabus irregularis
- Carabus linnei
- Carabus monilis
- Carabus nemoralis
- Carabus nitens
- Carabus olympiae
- Carabus problematicus
- Carabus scheidleri
- Carabus smaragdinus
- Carabus splendens
- Carabus tauricus
- Carabus ullrichii
- Carabus violaceus